# Патрік Екенг
Патрік Екенг (фр. Patrick Ekeng, 26 березня 1990, Яунде — 6 травня 2016, Бухарест) — камерунський футболіст, що грав на позиції півзахисника.
Розпочав грати на батьківщині за «Канон Яунде», після чого грав за французькі «Ле-Ман» та «Родез», швейцарську «Лозанну» та іспанську «Кордову», а також національну збірну Камеруну. Також у складі збірної Камеруну був учасником Кубка африканських націй 2015 року. Помер після втрати свідомості під час матчу за румунське «Динамо» (Бухарест) у травні 2016 року.

## Клубна кар'єра
Розпочав свою футбольну кар'єру в клубі «Канон Яунде», в якому виступав за юнацькі та молодіжні команди. У сезоні 2008/09 провів у чемпіонаті Камеруну 29 ігор, забив 7 м'ячів.
Влітку 2009 року перейшов у французький клуб «Ле-Ман», де спочатку грав за дубль у аматорському чемпіонаті. 20 серпня 2010 року дебютував у основній команді в матчі Ліги 2 проти «Шатору» (0:2).
Не пробившись до основи, у січні 2011 року Патрік був відданий в оренду до кінця сезону в клуб третього за рівнем дивізіоні Франції «Родез», де за півроку Екенг взяв участь в 13 матчах, проте його команда зайняла 18 місце в чемпіонаті і також вилетіла в аматорський чемпіонат.
Повернувшись з оренди, Екенг не зайняв стабільного місця в основі «Ле-Мана», але періодично з'являвся в стартовому складі клубу, провівши в сезоні 2011/12 16 матчів. На наступний сезон в актив Патріка додалось ще 18 матчів, у 9 з яких він виходив на заміну.
Після вильоту «Ле-Мана» з Ліги 2, 8 липня 2013 року Екенг покинув клуб і того ж дня перейшов в швейцарську «Лозанну». Дебют Патріка в Швейцарській Суперлізі припав на матч з «Люцерном» (0:2). 1 вересня 2013 року відзначився забитим м'ячем у ворота «Туна». Всього за сезон камерунець зіграв у 28 матчах чемпіонату і забив 2 голи.
14 липня 2014 року Патрік підписав дворічний контракт з новачком іспанської Ла Ліги «Кордовою». Дебютував у чемпіонаті 30 серпня в матчі з «Сельтою» (1:1), а 3 жовтня 2014 року півзахисник забив свій перший м'яч в Іспанії у грі з «Хетафе» (1:1). Всього за сезон камерунець зіграв у 14 матчах Ла Ліги. 31 серпня 2015 року, після того як «Кордова» зайняла останнє 20 місце і вилетіла в Сегунду, його контракт з клубом було розірвано, після чого Патрік тривалий час лишався без клубу.
11 січня 2016 року підписав контракт з румунським «Динамо» (Бухарест). Тут півзахисник зіграв дванадцять матчів в усіх турнірах і 20 квітня забив гол в матчі-відповіді півфіналу Кубка Румунії проти «Стяуа», який допоміг динамівцям вийти у фінал турніру.

## Виступи за збірні
Протягом 2009—2010 років залучався до складу молодіжної збірної Камеруну. На молодіжному рівні зіграв у 10 офіційних матчах, забив 1 гол. В її складі Патрік посів друге місце на чемпіонаті Африки (U-20) 2009 року. У фіналі його команда поступилася збірній Гани 0:2, але незважаючи на це кваліфікувалась на молодіжний чемпіонат світу.
Восени 2009 року Екенг виступав на молодіжному чемпіонаті світу. Там Патрік взяв участь у всіх трьох матчах камерунців на турнірі, а в останній зустрічі групового етапу проти збірної Німеччини до 45 хвилині отримав дві жовті картки і був вилучений з поля. Камерунці, залишившись удесятьох, пропустили ще два м'ячі і посіли останнє місце в групі.
7 січня 2015 року дебютував в офіційних іграх у складі національної збірної Камеруну в товариському матчі зі збірною ДР Конго (1:1) в своєму рідному місті Яунде, вийшовши на 57-й хвилині на заміну Франку Кому. Через два дні він був включений Фолькером Фінке в остаточну заявку збірної на Кубка африканських націй 2015 року в Екваторіальній Гвінеї, але на турнірі так жодного разу не вийшов на поле, а камерунці не змогли подолати груповий етап.
Всього протягом кар'єри у національній команді провів у формі головної команди країни лише 2 матчі.

## Смерть
6 травня 2016 року Екенг вийшов на поле на заміну на 63 хвилині замість Еріка Бікфалві в матчі чемпіонату Румунії проти «Віїторула» (3:3). Він був втомленим в той день, і розповів своєму найкращому другові, що не хотів грати. Через сім хвилин після його виходу, Екенг втратив свідомість. Камерунець був терміново госпіталізований, але помер у лікарні через дві години. Його намагалися врятувати життя 10 лікарів.
У 26-річного Екенга стався інфаркт. Лікарі змогли знайти пульс гравця і на дві хвилини відновили серцебиття, однак футболіст так і не прийшов до тями за півтори години, що був у лікарні. Швидка змогла виїхати зі стадіону через 2 хвилини 47 секунд після падіння футболіста на газон. У машині швидкої допомоги не було ніяких засобів допомоги, вона була призначена виключно для транспортування.
Через дев'ять днів після смерті Патріка його похорон відбувся в його рідному місті Яунде, в якому брали участь ряд камерунських діячів та міністр спорту країни.
Після цієї смерті всі матчі в Румунії, що мати пройти у наступні вихідні, були відкладені, а фінал Кубка Румунії, в якому його «Динамо» мало зустрітись з «ЧФР Клуж», був перенесений на тиждень пізніше, ніж було заплановано. Клуб пообіцяв, що якщо вони виграють кубок у тому сезоні, то трофей буде відправлений до Камеруну і поміщений на могилі Екенга. На фіналі 50 000 уболівальників «Динамо» зробив гігантський баннер на честь камерунця, проте столичній команді здобути трофей не вдалося — «динамівці» поступились в серії пенальті 4:5 після нічиї 2:2 в основний час, хоча після першого тайму бухарестці вели з рахунком 2:0.

### Розслідування
Запитом румунського міністерства внутрішніх справ було встановлено, що машина швидкої допомоги, якою транспортуювався Екенг мали несправне обладнання і відсутні ліки. Через це приватній компанії Puls була призупинена ліцензія на 30 днів і вона була оштрафована на 23 800 румунських лей.

## Статистика
| Сезон   | Клуб                | Ліга         | Чемпіонат | Чемпіонат | Національний кубок | Національний кубок | Кубок ліги | Кубок ліги | Всього | Всього |
| Сезон   | Клуб                | Ліга         | Ігор      | Голів     | Ігор               | Голів              | Ігор       | Голів      | Ігор   | Голів  |
| ------- | ------------------- | ------------ | --------- | --------- | ------------------ | ------------------ | ---------- | ---------- | ------ | ------ |
| 2008/09 | «Канон Яунде»       | Еліт 1       | 29        | 7         | 0                  | 0                  | —          | —          | 29     | 7      |
| 2009/10 | «Ле-Ман»            | Ліга 2       | 0         | 0         | 0                  | 0                  | 0          | 0          | 0      | 0      |
| 2010/11 | «Ле-Ман»            | Ліга 2       | 1         | 0         | 0                  | 0                  | 0          | 0          | 1      | 0      |
| 2010/11 | «Родез»             | Національний | 13        | 0         | 0                  | 0                  | 0          | 0          | 13     | 0      |
| 2011/12 | «Ле-Ман»            | Ліга 2       | 16        | 1         | 3                  | 0                  | 3          | 1          | 22     | 2      |
| 2012/13 | «Ле-Ман»            | Ліга 2       | 18        | 0         | 1                  | 0                  | 1          | 0          | 20     | 0      |
| 2013/14 | «Лозанна»           | Суперліга    | 28        | 2         | 2                  | 1                  | —          | —          | 30     | 3      |
| 2014/15 | «Кордова»           | Ла Ліга      | 14        | 1         | 1                  | 0                  | —          | —          | 15     | 1      |
| 2015/16 | «Динамо» (Бухарест) | Ліга I       | 10        | 0         | 1                  | 1                  | 1          | 0          | 12     | 1      |
| Всього  | Всього              | Всього       | 129       | 11        | 9                  | 2                  | 4          | 1          | 142    | 14     |